# Cella
Cella é um município da Espanha na província de Teruel, comunidade autónoma de Aragão. Tem 124,3 km² de área e em 2021 tinha 2 578 habitantes (densidade: 20,7 hab./km²).

## Demografia
| Variação demográfica do município entre 1991 e 2004 | Variação demográfica do município entre 1991 e 2004 | Variação demográfica do município entre 1991 e 2004 | Variação demográfica do município entre 1991 e 2004 |
| --------------------------------------------------- | --------------------------------------------------- | --------------------------------------------------- | --------------------------------------------------- |
| 1991                                                | 1996                                                | 2001                                                | 2004                                                |
| 3066                                                | 3030                                                | 2825                                                | 2816                                                |